# Chapab
Chapab är en kommun i Mexiko.   Den ligger i delstaten Yucatán, i den östra delen av landet, 1 000 km öster om huvudstaden Mexico City. Antalet invånare är 3 035. Arean är 169 kvadratkilometer.
Terrängen i Chapab är mycket platt.